# Nova vas, Ivančna Gorica
Nova vas este o localitate din comuna Ivančna Gorica, Slovenia, cu o populație de 58 de locuitori.